# ドアを開けろ
『ドアを開けろ』（ドアをあけろ、英: OPEN YOUR HEART）は、矢沢永吉の3作目のスタジオ・アルバム。1977年4月21日発売。

## 概要
前作から10か月ぶりのアルバム。発売日はコンサートツアー「TRAVELING BUS '77 PART-1」の最中だった。キャロル結成前からの盟友である木原敏雄が、本作より参加している。
ジャケット写真撮影は冨永民生。
本作収録の「黒く塗りつぶせ」が、2か月後にシングルカットされた。ジャケットには「8月26日武道館コンサートSUPERSTAR SHOW決定」と書かれ、歌詞カードにもコンサート情報が書かれていた。

## 収録曲

### LP
| 全作曲: 矢沢永吉。 |                      |           |            |      |
| #                  | タイトル             | 作詞      | 作曲・編曲 | 時間 |
| 1.                 | 「世話がやけるぜ」   | 木原敏雄  | 矢沢永吉   | 4:20 |
| 2.                 | 「燃えるサンセット」 | 相沢行夫  | 矢沢永吉   | 4:54 |
| 3.                 | 「苦い涙」           | 山川啓介  | 矢沢永吉   | 4:27 |
| 4.                 | 「黒く塗りつぶせ」   | 西岡恭蔵  | 矢沢永吉   | 3:33 |
| 5.                 | 「そっと、おやすみ」 | 山川啓介  | 矢沢永吉   | 2:42 |
| 合計時間:          | 合計時間:            | 合計時間: | 19:56      |      |

| 全作曲: 矢沢永吉。 |                            |           |            |      |
| #                  | タイトル                   | 作詞      | 作曲・編曲 | 時間 |
| 1.                 | 「あの娘と暮らせない」     | 西岡恭蔵  | 矢沢永吉   | 4:04 |
| 2.                 | 「通りすがりの恋」         | 木原敏雄  | 矢沢永吉   | 4:03 |
| 3.                 | 「バイ・バイ・マイ・ラヴ」 | 相沢行夫  | 矢沢永吉   | 3:22 |
| 4.                 | 「バーボン人生」           | 西岡恭蔵  | 矢沢永吉   | 4:49 |
| 5.                 | 「チャイナタウン」         | 山川啓介  | 矢沢永吉   | 4:01 |
| 合計時間:          | 合計時間:                  | 合計時間: | 20:19      |      |

### CD
| 全作曲: 矢沢永吉。 |                            |           |            |      |
| #                  | タイトル                   | 作詞      | 作曲・編曲 | 時間 |
| 1.                 | 「世話がやけるぜ」         | 木原敏雄  | 矢沢永吉   | 4:20 |
| 2.                 | 「燃えるサンセット」       | 相沢行夫  | 矢沢永吉   | 4:54 |
| 3.                 | 「苦い涙」                 | 山川啓介  | 矢沢永吉   | 4:27 |
| 4.                 | 「黒く塗りつぶせ」         | 西岡恭蔵  | 矢沢永吉   | 3:33 |
| 5.                 | 「そっと、おやすみ」       | 山川啓介  | 矢沢永吉   | 2:42 |
| 6.                 | 「あの娘と暮らせない」     | 西岡恭蔵  | 矢沢永吉   | 4:04 |
| 7.                 | 「通りすがりの恋」         | 木原敏雄  | 矢沢永吉   | 4:03 |
| 8.                 | 「バイ・バイ・マイ・ラヴ」 | 相沢行夫  | 矢沢永吉   | 3:22 |
| 9.                 | 「バーボン人生」           | 西岡恭蔵  | 矢沢永吉   | 4:49 |
| 10.                | 「チャイナタウン」         | 山川啓介  | 矢沢永吉   | 4:01 |
| 合計時間:          | 合計時間:                  | 合計時間: | 40:15      |      |

### 解説
「黒く塗りつぶせ」
4thシングル。同年6月21日にシングルカット。
「チャイナタウン」
5thシングル『時間よ止まれ』のB面曲。翌年3月21日にシングルカット。